# Fjord póni

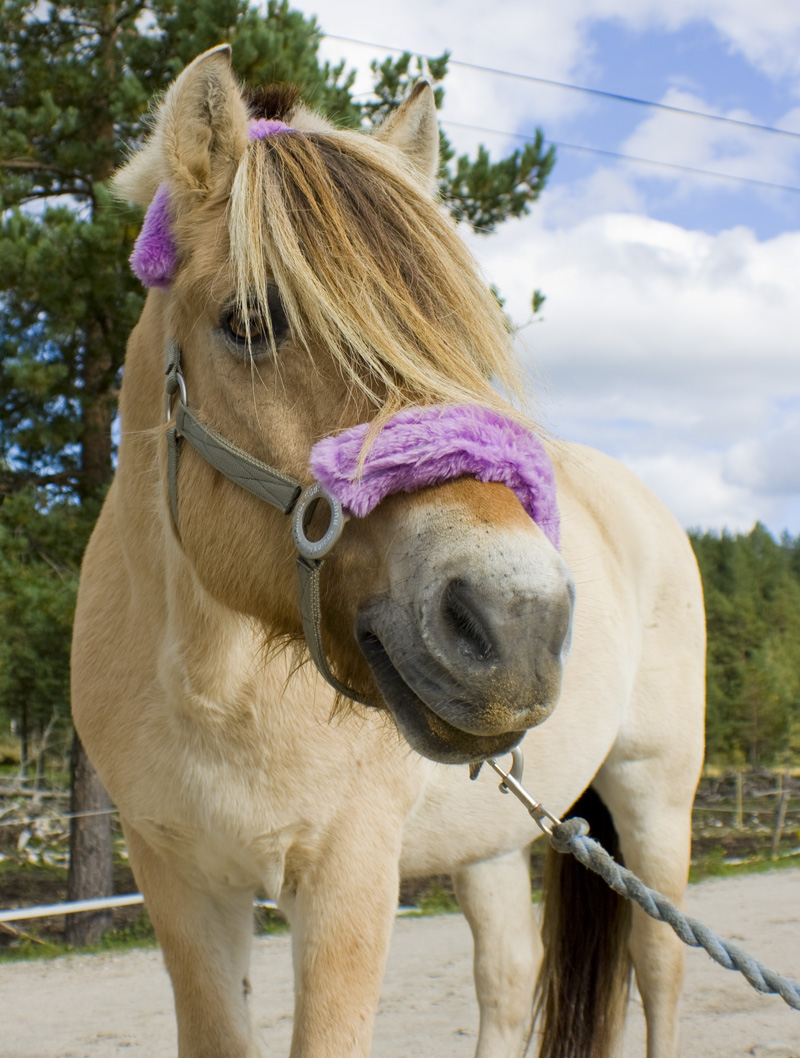
Fjord póni

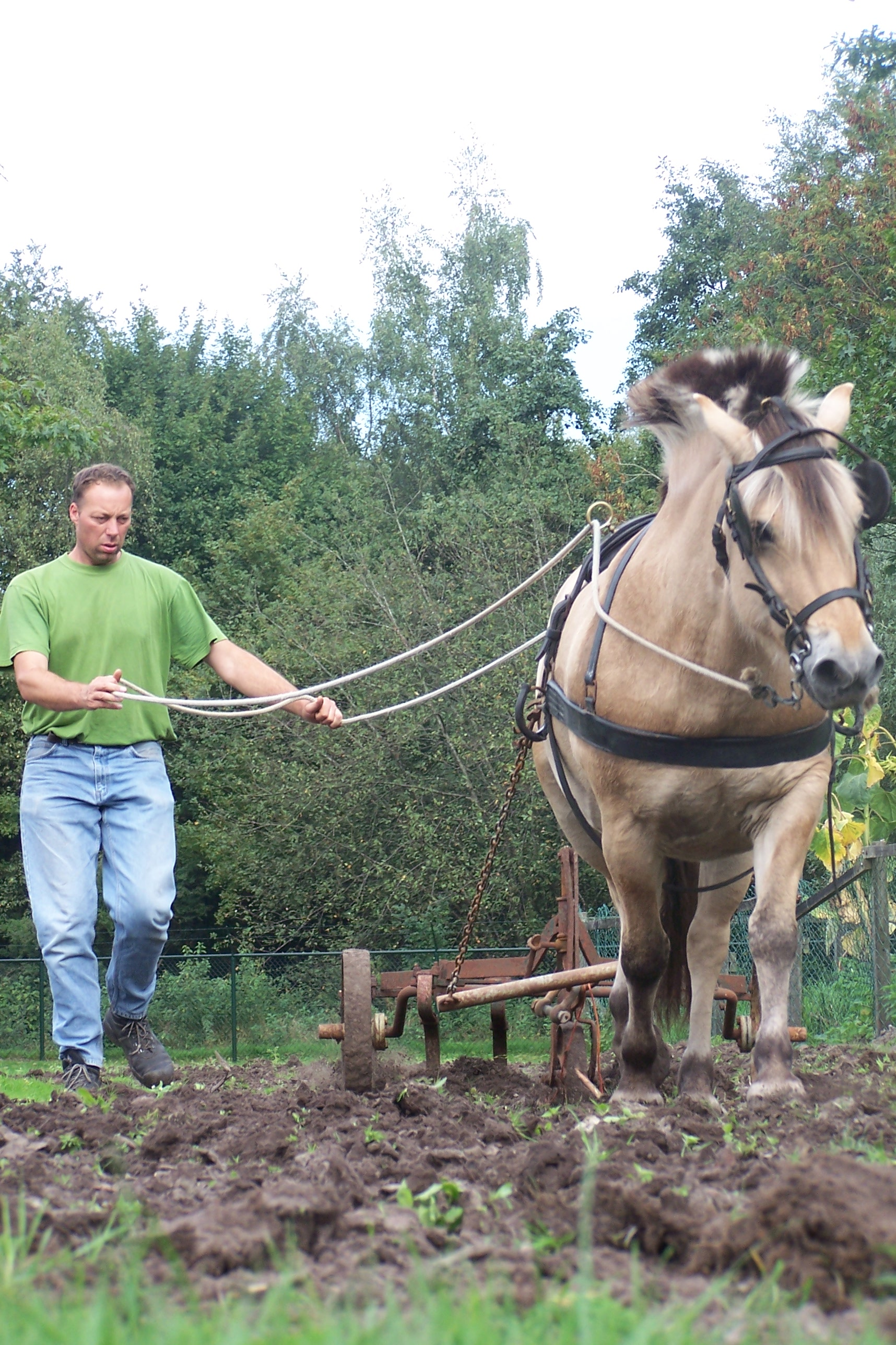
Szántómunkát végző póni

A fjord póni (Equus ferus caballus) Délnyugat-Norvégiából eredő kis termetű, hidegvérű lófajta. Szélsőséges klímán alakult ki és ahhoz tökéletesen alkalmazkodott. Páratlan munkabírású és igénytelenségű. A fjord póni hajóval jutott el Skócia nyugati szigeteire és Izlandra. Tenyésztése ma már egész Skandináviában, de legfőképpen Norvégiában sikeres, és innen exportálják Németországba, ahol hobbilóként tartják. Dániában és a közép-európai országokban is kedvelt kitartása és szívós természete miatt.

## Története
Norvégiából származó ősi lófajta. Tenyésztésterülete az ország nyugati partjától az északi területekig húzódott. Előbb Svédországban azután Dániában terjedt el, ahol mára már honos pónifajtájának tartják, amely kitűnően alkalmazkodott kialakulási helyének természeti viszonyaihoz. Kifejezett hátszíjával és esetenként zebramintázatú lábaival ez a fajta a csoportokban élt Przewalski-ló egyenes leszármazottjának tekinthető. Hordozza ősének egy úgynevezett világosító génjét, amely következtében a fjord póni egyes testrészei világosabbak, úgymint a pofák, a lábak belső felülete, a hasalj. Nem kétséges azonban a tarpán befolyás sem, más vélemények szerint a Dél- Skandináviában honos egykori gudbransdal ló kisebb változatának tűnik. A IX-X. századtól a viking időktől kezdve hátaslóként használják. Hagyományosan úgy vágják a sörényét, hogy az felálljon és a középső fekete csík jól látható legyen. 
A fjord póni szervezett tenyésztése 1864 óta folyik Norvégiában. Az első méneskönyvét az 1900-as évek elején adták ki. Eredeti tenyésztő szervezete a Norvegisches Pferdecenter, ez a szervezet koordinálja a nemzeti szövetségeket Fjord Horse International néven. Magyarországon a Póni és Kislótenyésztők Országos Egyesülete a fajta fenntartója.
Értékes a nagyfokú fajtatisztasága. 1850 körül a testnagyság növelése céljából különböző fajtákkal kezdték keresztezni, de a kedvezőtlen eredmények miatt felhagytak vele. Értékmérő tulajdonságai közé tartozik speciális színe is. A világos színárnyalatúak terjedtek el, de fontos a fajtára eredetileg jellemző sokféle fakó árnyalat megőrzése, amely egyetlen más lófajtánál sem ismert.

## Jellemzői
Sajátságos megjelenése van a kissé nehéz, de nem burkolt, száraz feje miatt. Lapos a homloka, a szemei nagyok, fülei középhosszúak. Nyaka rövid, vagy középhosszú, középmagas illesztésű, egyenes. Erős torokél jellemző rá. Sörényét 10–15 cm hosszúságban ívelt formában kell nyírni. Középhosszú, inkább lapos hátba nyúló marja van, lapockái dőltek. Bottal mért marmagassága 135 és 150 cm között van, a múlt században még 125–128 cm-es termetű volt, de a tenyésztés folytán ez változott. Szalaggal mért marmagassága 144–150 cm, övmérete 170–190 cm, szárkörmérete 19–20 cm. A háta hosszú, és ez fő hasznosítási területében a málhás hasznosításban fontos szerepet játszik. Ágyéka közepes hosszúságú, erős. Fara terjedelmes, gyakran annyira, hogy barázdált lesz. Törzse erős, viszonylag rövidek a lábai és az erős dongássággal társulva, a barázdált farral együtt tömzsi megjelenésűvé teszik. A bokaízületek, a csánkok jól fejlettek, és hátulról is, oldalról is eléggé szélesek. Testtömege 450 kg körül van, általában zsemleszínű és speciális fakó, melyet a tenyésztésben igyekeznek fenntartani, mint a fajta jellegzetességét. A szín a közönséges fakó valamelyik árnyalatában létezik, ami az utóbbi években egyre világosodik. Ma már egész feltűnően világos fakók is léteznek. Különleges jellemzője a fekete vagy egészen sötét hátszíj, amelyik a tarkótól indul, az üstök közepe fekete, a két széle fakó színű. A sörény hasonló ehhez, vagyis a közepe fekete, a két széle pedig a fedőszőrökkel azonos színű. Ezután a fekete hátszíj következik, amely a farok szőrzetben folytatódik. Ennek a közepe szintén fekete, két széle pedig a fedőszőrök színével harmonizál. A combok belső felülete, a mellső lábak és a hasalj a világosító génnek köszönhetően egészen elhalványul, piszkos fehérre változik. Minél világosabb fakó a ló, annál kifejezettebben lesznek mosott színűek az előbb említett testtájak.

## Hasznosítása

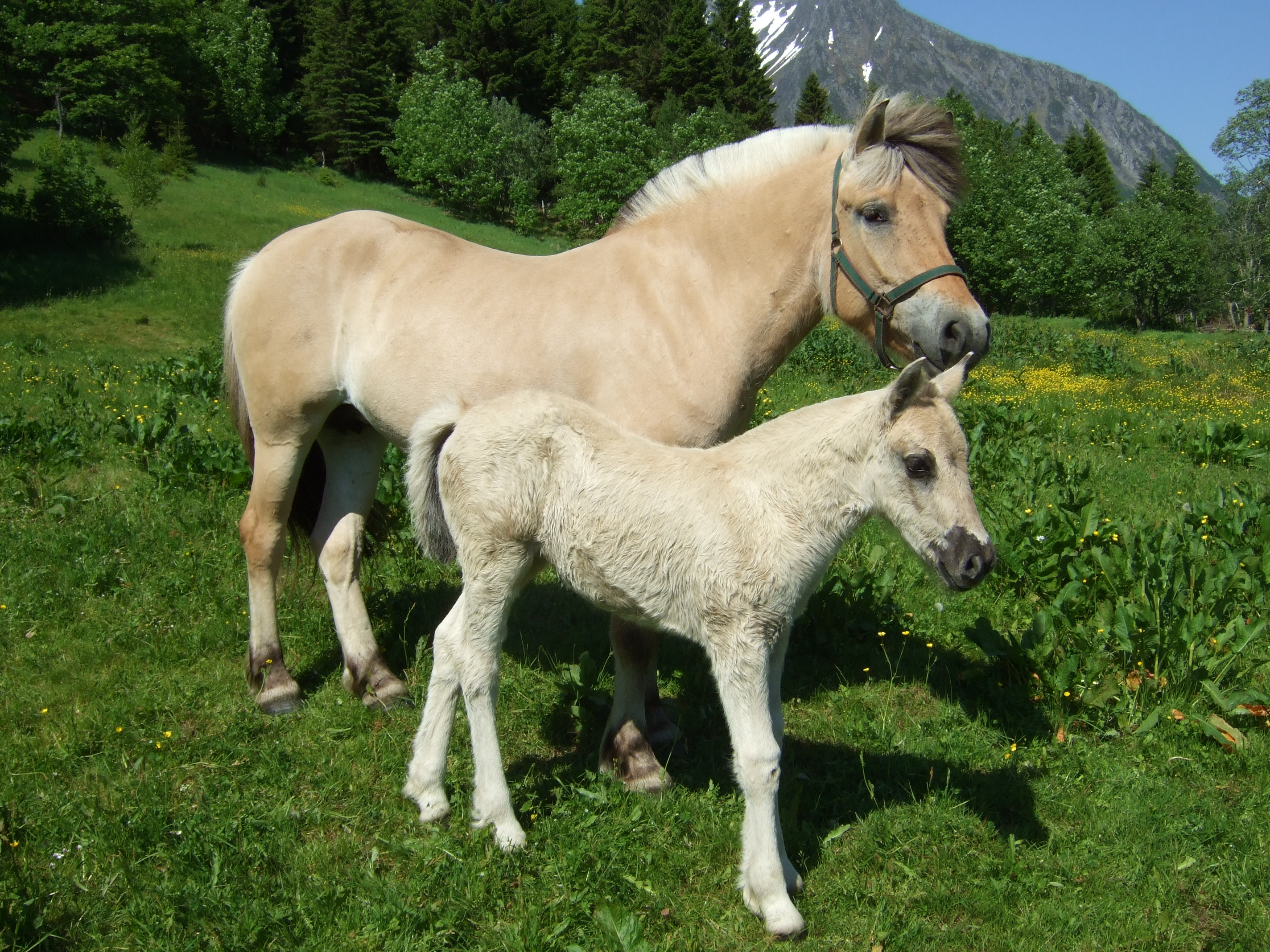
Felnőtt a csikóval

Az erőteljes, zömök felépítésű fjord póniló igen sokoldalú állat. Szélsőséges időjárási viszonyok között alakult ki, ezért jól tűri a hideget és a zord körülményeket. A hegyi farmokon elvégzi a traktor munkáját, képes szántani, vagy málhát cipelni a meredek utakon és legalább olyan jól megy nyereg alatt, mint fogatban. Igénytelen a takarmányozással szemben, tartása gazdaságos, bátor és önálló akarattal bír. Tanulékony, kellemes temperamentummal rendelkezik, jóindulatú, ezért hobbilóként gyermekek között is tartható. Csak a legelőn tartják, istállózott tartása szinte ismeretlen.
Az utóbbi időben lovaglási tulajdonságait helyezik előtérbe, vérmérséklete miatt nagyon jól beválik a terápiás lovaglásban. Rutinos, harmonikus mozgással rendelkezik, lépésben és vágtában jól halad előre, kiegyensúlyozott mozgással galoppozik. Széles léptű, járása nem dülöngélő, ezért a gyermekek biztonságban érzik magukat a hátán.